# Aruitemo aruitemo
Aruitemo aruitemo (歩いても 歩いても) (bra: Seguindo em Frente; prt: Andando) é um filme japonês escrito, dirigido e editado por Hirokazu Kore-eda. O filme se passa num tempo de mais ou menos 24 horas e conta a história de uma família enquanto ela comemora o falecimento do filho mais velho. O filme amplamente elogiado pela crítica especializada e ganhou vários prêmios, incluindo Melhor Filme no Mar del Plata Film Festival de 2008.

## Enredo
A família Yokoyama se reúnem todo ano para comemorar a morte do filho mais velho, Junpei, que se afogou acidentalmente 15 anos atrás enquanto tentava salvar a vida de outro garoto. Seu pai Kyohei, um médico aposentado, e sua mãe Toshiko juntos do filho sobrevivente Ryota, cujo recentemente se casou com uma mulher com um filho, e sua filha Chinami, junta de seu marido e suas crianças. A família experiencia nostalgia, humor, tristeza e tensão enquanto memórias são compartilhadas e cerimônias são realizadas.

## Produção

### Desenvolvimento
Nos últimos cinco ou seis anos, eu perdi ambos meus parentes. Como um ingrato filho mais velho que usava as exigências de sua profissão como desculpa para se manter distante de casa, eu me encontro atolado de culpa, até hoje. "Se ao menos eu pudesse ter sido mais.... 'Porque eu disse aquilo naquele dia.... Seguindo em Frente é um filme feito baseado nessa experiência de arrependimento que todos temos.
Os personagens são pessoas ordinárias e o filme se passa no curso de um dia de verão. Diferente de um drama americano para a televisão, não há consequências durante essa rápida, notívaga reunião familiar.
—DECLARAÇÃO DO DIRETOR

De acordo com Kore-eda, o filme surgiu a partir do senso de arrependimento, após o falecimento de seus pais. Em uma entrevista com a Filmmaker Magazine, Kore-eda se abre dizendo "Minha mãe tinha câncer de mama mas continuou a viver só, após o falecimento de meu pai. Eu a telefonaria ou a mandaria um e-mail ocasionalmente, mas eu realmente a havia deixado só. Eu estava trabalhando em Ninguém Pode Saber na época, então eu estava muito ocupado e usei isso como uma desculpa para não ir visitá-la. Porém, eu tive um sonho em que meu falecido pai me telefonava. Foi bem parecida com a relação do pai e filho em Seguindo em Frente: Nós estávamos na linha mas não tinhamos nada para falar um para o outro. Finalmente ele disse, "Eu estou ligando sobre a sua mãe". E eu respondi, “Oh, eu falei com ela ontem, ela aparentava estar bem.” E meu pai disse, “Não, ela não está bem. Eu acho que irá acontecer por volta do vigésimo oitavo.” Eu acordei pensando, “O que seria isso, esse vigésimo oitavo?” Eu não queria levar na literal, então eu ignorei. Ela foi hospitalizada na manhã do dia 29, e eu me senti incrivelmente culpado. Mesmo com meu falecido pai vindo me avisar em sonho — o que não é algo cujo eu facilmente venha a acreditar — Eu ainda não tinha ido para casa, vê-la. Após ela ter sido hospitalizada, por causa da minha culpa, eu passei um bom tempo com ela. Mas já era tarde demais. Naquela época, eu tinha começado a regular meu trabalho um pouco mais para visitá-la com mais frequência. Minha irmã mais velha e eu guardávamos anotações das conversas que tínhamos com ela, e nesses dois anos em que minha mãe esteve doente, antes dela falecer, nós conseguimos por em dia os 15 anos que nós não havíamos conseguido discutir. Sua demência estava ficando pior, mas ela conseguia lembrar de coisas sobre a minha infância, a casa em que nós morávamos, a tempura que nós costumávamos comer — coisas assim. Após sua morte, minha irmã e eu tínhamos um total de cinco cadernos só com as conversas que nós tivemos nesses dois anos. Nós demos uma olhada rápida e esse foi o ponto inicial; aquele foi meu material para escrever o roteiro."

### Pós-Produção
O filme teve sua premiere internacional no Festival Internacional de Cinema de Toronto de 2008. De acordo com um artigo no The New York Times, Kore-eda "achava que “Seguindo em Frente,” o que ele considera como seu “filme mais Japonês,” fosse perder um pouco de sua nuance nas traduções. “Não há confronto, nem desenvolvimento nos relacionamentos,” ele disse. “No Japão esse é um meio de se manter uma certa paz e mover em frente. É uma técnica de sobrevivência que eu achei que o mundo Ocidental não fosse entender. Porém, a recepção tem sido mais ou menos a mesma, tanto na Europa, América, ou Japão.” Ele disse estar acostumado com a audiência internacional se aproximando de suas obras com um ponto de vista cultural diferente: pessoas procuraram conotações religiosas em “Depois da Vida”; “Ninguém Pode Saber” apresentou questões sobre o sistema de proteção à criança no Japão. “Porém, desta vez,” ele disse, “eles riem nos mesmos momentos, choram nos mesmos momentos e se perguntam as mesmas questões. Parece ser um filme que evoca um nível bem básico de emoções.”

## Elenco
- Hiroshi Abe como Ryota Yokoyama
- Yui Natsukawa como Yukari Yokoyama
- You como Chinami Kataoka
- Kazuya Takahashi como Nobuo Kataoka
- Shohei Tanaka como Atsushi Yokoyama
- Yoshio Harada como Kyohei Yokoyama
- Kirin Kiki como Toshiko Yokoyama
- Susumu Terajima como entregador de sushi

## Recepção crítica
Seguindo em Frente foi muito bem recebido pela crítica especializada. O agregador de críticas Rotten Tomatoes reporta que 100% das 62 críticas são positivas. Já no Metacritic, o filme está com a média 89 de 100, baseado em 21 críticas. Em uma crítica para a Chicago Sun-Times, Roger Ebert deu o filme um total de quatro estrelas e descreveu Kore-eda como um herdeiro de Yasujirō Ozu. Trevor Johnston do Sight & Sound escreveu que "qualquer que seja a posição de Seguindo em Frente nos firmamentos das conquistas do cinema Japonês, uma coisa é certa: seu lugar é entre os melhores." O filme ganhou o prêmio de Melhor Diretor no Asian Film Awards, e foi nomeado para o Grand Prix do Belgian Syndicate of Cinema Critics.

## Prêmios e nomeações
| Premiação                              | Categoria                                | Artista/obra Nomeado(a)                                                | Resultado |
| -------------------------------------- | ---------------------------------------- | ---------------------------------------------------------------------- | --------- |
| Asian Film Awards                      | Melhor Diretor                           | Hirokazu Kore-eda                                                      | Venceu    |
| Asian Film Awards                      | Melhor Atriz Coadjuvante                 | Kirin Kiki                                                             | Indicado  |
| Awards of the Japanese Academy         | Melhor Atriz Coadjuvante                 | Kirin Kiki                                                             | Indicado  |
| Blue Ribbon Awards                     | Melhor Atriz Coadjuvante                 | Kirin Kiki                                                             | Venceu    |
| Blue Ribbon Awards                     | Melhor Diretor                           | Hirokazu Kore-eda                                                      | Venceu    |
| Chlotrudis Awards                      | Melhor Diretor                           | Hirokazu Kore-eda                                                      | Venceu    |
| Chlotrudis Awards                      | Melhor Atuação por um Elenco em Conjunto | Elenco                                                                 | Indicado  |
| Chlotrudis Awards                      | Melhor Filme                             | Seguindo em Frente                                                     | Indicado  |
| Chlotrudis Awards                      | Melhor Roteiro Original                  | Hirokazu Kore-eda                                                      | Indicado  |
| Hochi Film Awards                      | Melhor Atriz Coadjuvante                 | Kirin Kiki                                                             | Venceu    |
| International Cinephile Society Awards | Melhor Filme em Língua Estrangeira       | Seguindo em Frente                                                     | 6º lugar  |
| Kinema Junpo Awards                    | Melhor Atriz Coadjuvante                 | Kirin Kiki                                                             | Venceu    |
| Mar del Plata Film Festival            | Prêmio do Júri                           | Kirin Kiki                                                             | Venceu    |
| Mar del Plata Film Festival            | Melhor Filme - Competição Internacional  | Seguindo em Frente                                                     | Venceu    |
| Nantes Three Continents Festival       | Melhor Atriz                             | Kirin Kiki                                                             | Venceu    |
| Nantes Three Continents Festival       | Montgolfiere de Ouro                     | Hirokazu Kore-eda                                                      | Indicado  |
| Nikkan Sports Film Awards              | Melhor Atriz Coadjuvante                 | Yui Natsukawa Empate com Kaho para Utatama (2008) e Tôkyô shôjo (2008) | Venceu    |
| Warsaw International Film Festival     | Grand Prix                               | Hirokazu Kore-eda                                                      | Indicado  |